# Quincy Jones
Quincy Delight Jones, Jr. (14. března 1933 Chicago, Illinois – 3. listopadu 2024 Los Angeles, Kalifornie) byl americký hudebník, dirigent, hudební producent, aranžér, hudební skladatel filmové hudby a trumpetista. Během své kariéry, která trvala více než půl století, byl 79krát nominován na cenu Grammy, přičemž 28krát tuto cenu získal. Byl známý jako producent nejprodávanějšího alba na světě — alba Thriller od Michaela Jacksona. Byl také producentem charitativní písně We Are the World. Známá je také jeho píseň Soul Bossa Nova z jeho alba Big Band Bossa Nova z roku 1962. Tato skladba se stala oficiální skladbou mistrovství světa ve fotbale 1998 a zazněla také ve filmu Seber prachy a zmiz od Woodyho Allena.
V roce 2013 byl uveden do Rock and Roll Hall of Fame.